# Джордж Сандерс
Джордж Сандерс (англ. George Sanders; 3 липня 1906, Санкт-Петербург — 25 квітня 1972, Кастельдафелс) — британський актор російського походження, володар премії «Оскар» за «Найкращу чоловічу роль другого плану» у 1951 році.

## Біографія

### Юні роки
Джордж Генрі Сандерс (англ. George Henry Sanders) народився в Санкт-Петербурзі 3 липня 1906 року в родині багатих англійських промисловців. Крім нього в сім'ї вже була дитина, його старший брат Том Конвей, який, як і Джордж в майбутньому пов'язав свою долю з кіно, а в 1912 році у них з'явилася сестра.
У травні 1917 року, після початку революції в Росії і зміни державного ладу, сім'я занепокоїлася їх подальшим перебуванням в Санкт-Петербурзі, і повернулася в Англію. Там Джордж разом з братом навчався в одному з коледжів Брайтон а потім вступив до Технічного коледж в Манчестері. Після його закінчення він влаштувався працювати в рекламне агентство, де тамтешня секретарка, в майбутньому акторка Грір Гарсон, порадила йому спробувати щастя в шоу-бізнесі.

### Початок кар'єри
Джордж Сандерс відправився в Лондон, де спочатку співав у чоловічому хорі, потім виступав у шинках, а потім вже прорвався на радіо і в театр, але лише як дублер. Через деякий час Сандерсу вдалося потрапити і в кіно, де в 1934 року відбувся його британський дебют. Через пару років він вперше з'явився в американському кіно, в картині «Ллойд в Лондоні», де зіграв лорда Еверетта Стейсі. Створений ним образ британця, з аристократичним англійським акцентом, ввічливістю і снобізмом, допоміг йому стати затребуваним в Голлівуді протягом наступного десятиліття.

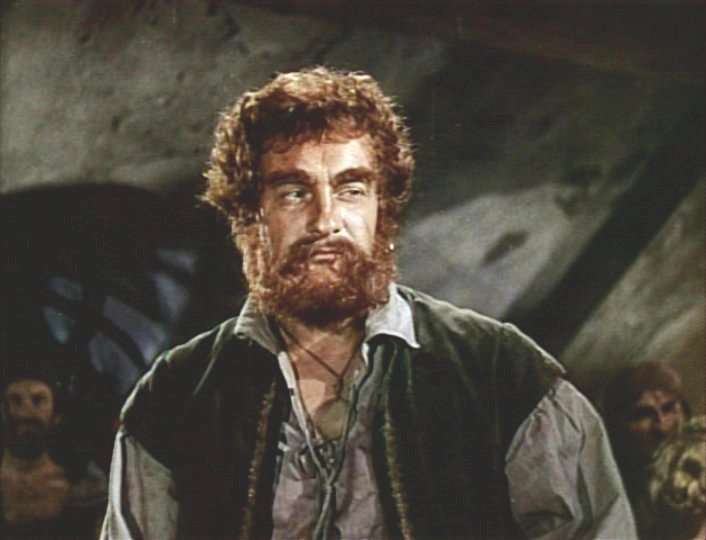
Джордж Сандерс у фільмі «Чорний лебідь» (1942)

На початку кар'єри в кіно однією з найпомітніших його ролей став Джек Февелл в знаменитій екранізації Хічкока роману Дафни Дюмор'є «Ребекка» в 1940 році. У подальші роки він мав ряд досить великих ролей, але в низькобюджетних фільмах, таких як «Іноземний кореспондент» (1940), «Гірка солодкість» (1940), «Син Монте Крісто» (1940) і «Захід» (1941). На початку 1940-х років він зіграв головну роль в трьох фільмах про авантюриста Геї Лоуренсе, на прізвисько Сокіл, а після нього ця роль перейшла до його брата, акторові Тому Конвейю. У той же час він з'явився в головній ролі в серії фільмів про злодія і одночасно сищика-аматора Саймоні Темплере, якого звали Святий.

### Кар'єра в Голлівуді
У 1945 році Сандерс успішно виконав роль лорда Генрі Уоттона у фільмі «Портрет Доріана Грея», однойменної екранізації роману Оскара Уайлда, де його напарницями стали Анджела Ленсбері і Донна Рід. Так само добре була оцінена його робота в картинах «Особові справи милого друга» (1947), «Привид і місіс Мьюр» (1947) і «Самсон і Даліла» (1949).
В 1950 році Джордж Сандерс зіграв одну з найяскравіших своїх ролей — різкого і холоднокровного театрального критика Еддісона Девітт в драмі Джозефа Манкевича «Все про Єву». Ця роль принесла акторові не тільки славу і визнання, а й премію «Оскар» за «найкращу чоловічу роль другого плану».

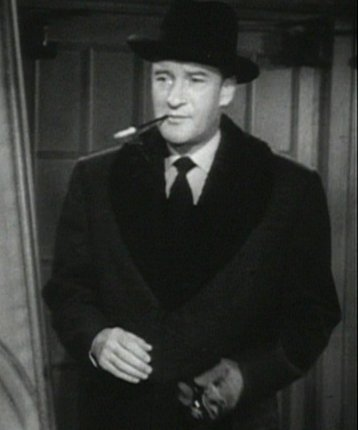
Джордж Сандерс у фільмі «Все про Єву» (1950)

З середини 1950-х років Сандерс став з'являтися і на телебаченні, де в 1957 році у нього навіть було власне шоу, під назвою «Таємничий театр Джорджа Сандерса». Все ж цей проект виявився невдалим і виходив на екрани менше півроку. Найбільш успішними телевізійними проектами актора стали серіали «Чоловік з UNCLE» (1965) і «Бетмен» (1966), де він зіграв Містера Фріза.
В 1958 році Сандерс записав музичний альбом під назвою «The George Sanders Touch: Songs for the Lovely Lady», який містив романтичні балади, виконані його ніжним баритоном.
В 1967 році актор брав участь в озвучуванні мультфільму Walt Disney «Книга джунглів», де його голосом говорив Шер Хан. Одні з останніх своїх ролей Джордж Сандерс виконав у фільмах «Лист із Кремля» (1970) і «Псіхоманія» (1973).
Джордж Сандерс удостоєний двох зірок на Голлівудській алеї слави — за його успішні роботи в кіно і кар'єру на телебаченні.

### Особисте життя
У жовтні 1940 році Джордж Сандерс одружився з акторкою Сьюзен Лорсон, з якою прожив 9 років. Незабаром після першого розлучення одружився з угорською акторкою Жа Жа Габор. Уже після розлучення вони разом з'явилися у фільмі «Смерть скандаліста» в 1956 році. У лютому 1959 року його третьою дружиною стала акторка Беніта Г'юм, вдова знаменитого британського актора Рональда Колмана. Їхнє спільне життя закінчилася в 1967 році через смерть Г'юм від раку. Його останньою дружиною в грудні 1970 року стала Магда Габор, сестра його другої дружини. Цей шлюб тривав лише шість тижнів і розпався через пристрасть актора до алкоголю.

### Смерть
В останні роки життя у Сандерс були безпричиннихі напади гніву і занепокоєння. Ситуація ще більше ускладнилася через мікроінсульт, після якого порушилася його мова, завдяки якій він і піднісся на початку своєї кар'єри. До того ж, хворому Сандерсу потрібна була хоч якась підтримка від близьких людей, яких у нього було не так багато.
Більшу частину свого часу він став приділяти своїй мексиканській коханці, яка змусила Сандерса продати його будинок на Майорці, про що він згодом довго шкодував. У підсумку, доведений до відчаю актор, наклав на себе руки, прийнявши надмірну дозу пентобарбітала в одному з готелів іспанського містечка Кастельдефельс, поблизу Барселони. У своїй передсмертній записці він написав наступне: "Дорогий світ, я йду, тому що мені нудно. Я відчуваю, що прожив довге життя. Я залишаю вас з вашими турботами в цьому солодкому смітнику. Удачі! ". Тіло Джорджа Сандерса було піддано кремації, а прах розвіяний над Ла-Маншем.

## Вибрана фільмографія
- 1936 — Людина, яка могла творити чудеса
- 1940 — Іноземний кореспондент —  Фролліотт, кореспондент
- 1940 — Ребекка —  Джек Фейвелл
- 1944 — Мешканець —  інспектор Джон Уорвік
- 1945 — Портрет Доріана Грея —  лорд Генрі Уоттон
- 1945 — Дивна річ дядька Гаррі —  Гаррі Мелвіль Квінсі
- 1945 — Площа похмілля —  доктор Аллан Міддлтон
- 1947 — Спокушений —  Роберт Флемінг
- 1950 — Все про Єву —  Еддісон Девітт
- 1952 — Айвенго —  сер Брайан де Буа-Гильбер
- 1954 — Свідок вбивства —  Альфред Ріхтер
- 1955 — Мунфліт —  лорд Джеймс Ешвуд
- 1956 — Поки місто спить —  Марк Лавінг
- 1958 — З Землі на Місяць —  Стайвесант Ніколл
- 1959 — Соломон і цариця Шеви —  Адонія
- 1959 — Така жінка —  Е. Л.
- 1960 — Село проклятих —  Гордон Зеллабі
- 1964 — Постріл у темряві —  Бенджамін Балон
- 1966 — Бетмен —  містер Фриз
- 1966 — Меморандум Квіллера —  Гіббс
- 1967 — Дівчина з Ріо —  сер Масіус
- 1969 — Хороші часи —  Мордікус
- 1970 — Лист із Кремля —  Колдун

## Цікаві факти
- Джордж Сандерс згадується в пісні "Celluloid Heroes"британської рок-групи «The Kinks», написаної в рік смерті актора.
- У романі Клайва Баркера «Каньйон холодних сердець» (2001) одним з епізодичних персонажів є привид Джорджа Сандерса.
- В 1940-х роках у продаж надійшли два детективні романи, автором яких значився Джордж Сандерс, і основними сюжетними особами там були його персонажі з фільмів про Сокола і Святого. Насправді їх авторами були дві жінки, які використовували ім'я актора, щоб залучити покупців.

## Нагороди
- Оскар 1951 — «Найкращий актор другого плану» («Все про Єву»)